# Bodecia varipes
Bodecia varipes är en insektsart som beskrevs av Walker 1870. Bodecia varipes ingår i släktet Bodecia och familjen kilstritar. Inga underarter finns listade i Catalogue of Life.